# Linea B (metropolitana di Buenos Aires)
La linea B della metropolitana di Buenos Aires è una linea di metropolitana che venne aperta al pubblico il 17 dicembre 1930 e serve la città di Buenos Aires, in Argentina. Si estende su 11,8 km tra Leandro N. Alem e Juan Manuel de Rosas, stazione quest'ultima che venne inaugurata il 26 luglio 2013.
Negli ultimi anni, la linea si è guadagnata il titolo di "linea più utilizzata di Buenos Aires". Inoltre è stata la prima linea ad avere in dotazione presso le sue stazioni di tornelli di uscita ed entrata e le scale mobili.
Durante gli scavi della stazione Leandro N. Alem, furono ritrovati i resti di un elefante americano risalente all'era del Quaternario. I resti furono inviati al Museo de Ciencias Naturales de La Plata. Molti anni dopo durante la costruzione del prolungamento in direzione De los Incas - Parque Chas venne ritrovato un fossile di Glyptodon, che attualmente è in mostra presso la stazione Tronador - Villa Ortúzar.

## Storia

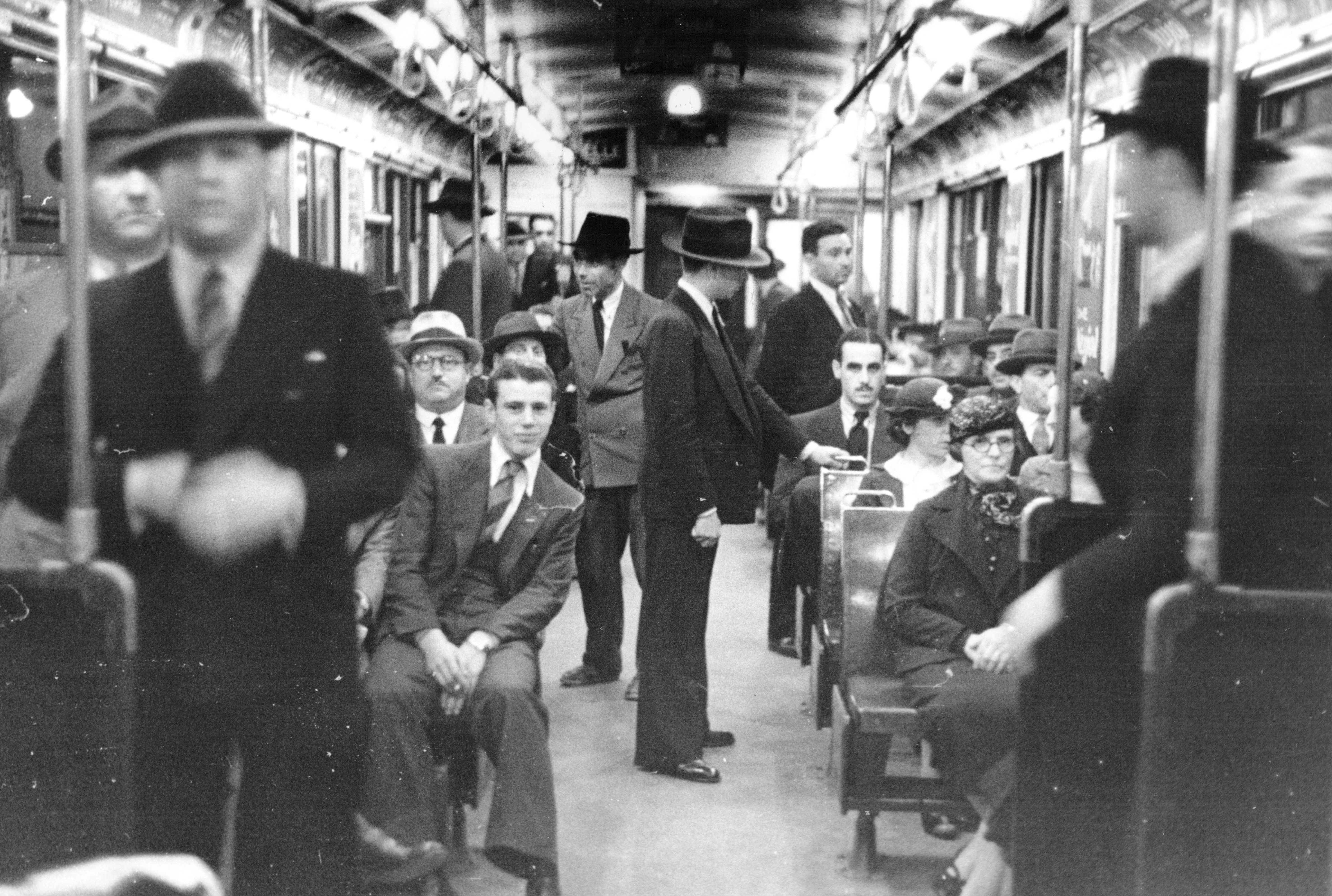
L'interno di una carrozza della linea B nel 1938.

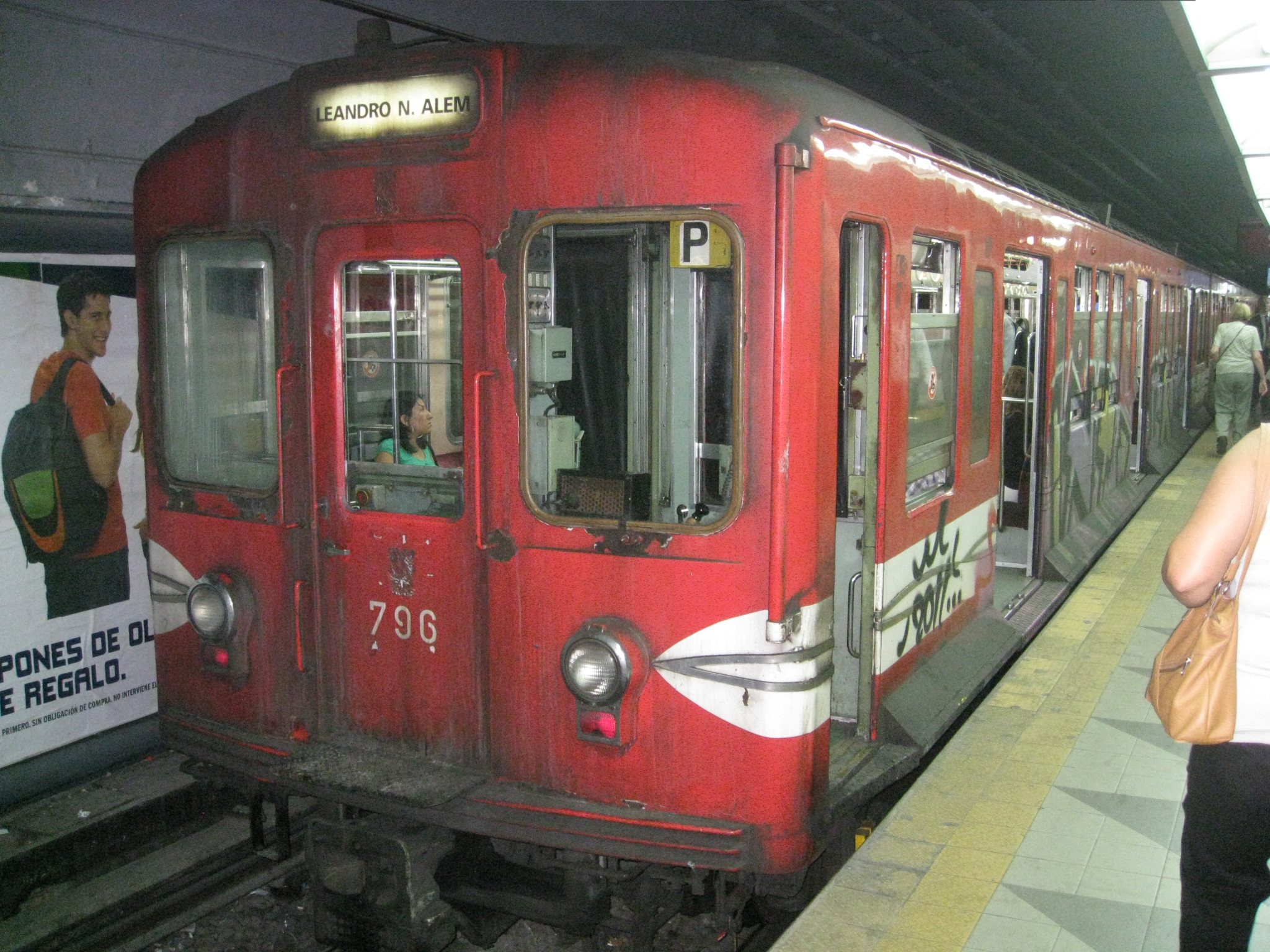
Un treno della Linea B prima del cambio di colore

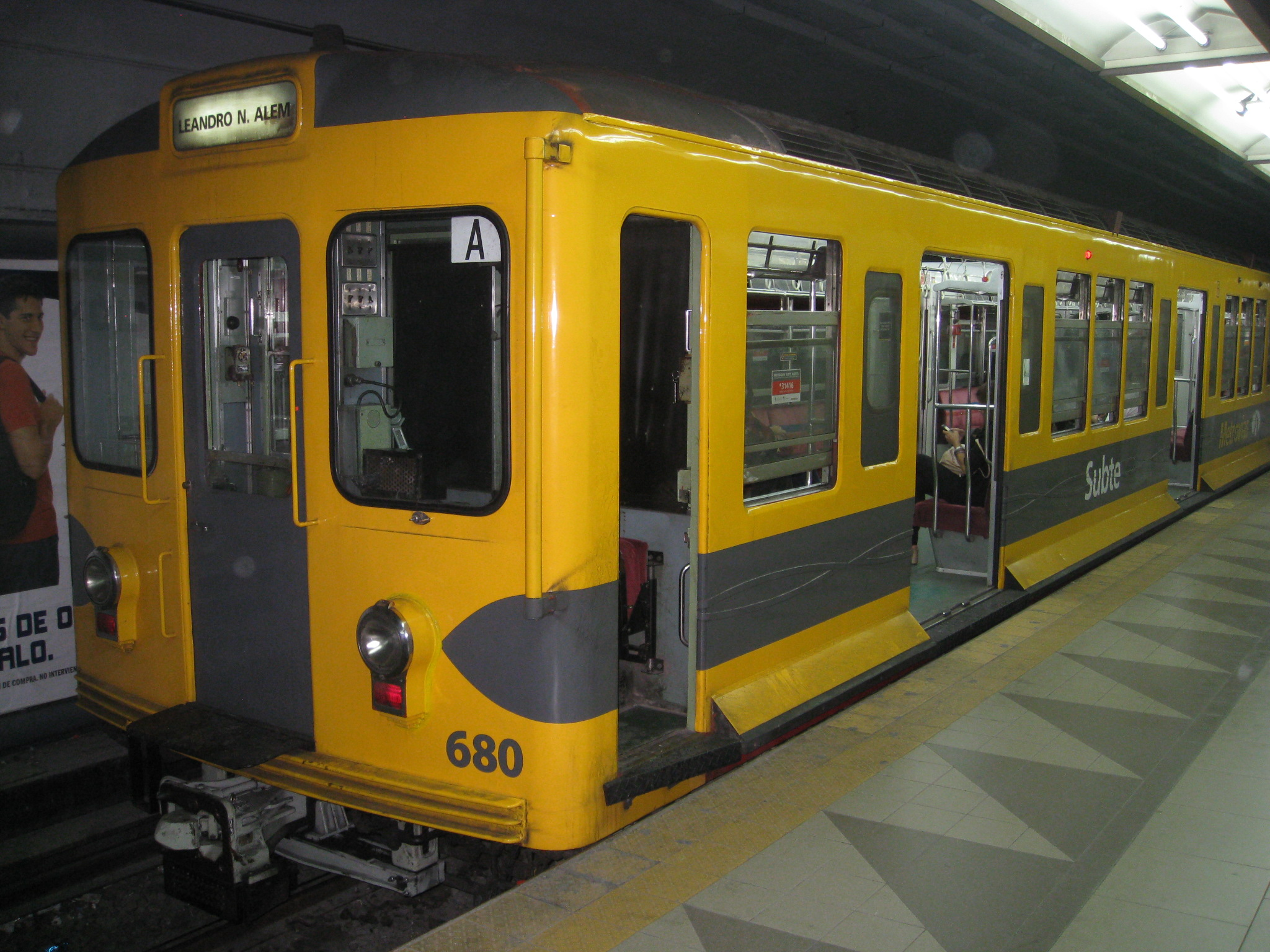
Un treno della Linea B dopo il cambio di colore

Nel 1912 il Congresso Nazionale approvò la legge 8870 per la costruzione di una linea che collegasse Correo Central alla Ferrocarril Central de Buenos Aires, attraverso un tunnel di 8,7 km. La legge venne approvata in modo che la linea potesse decongestionare il traffico del centro della città.
Solo il 17 dicembre 1927 a New York, venne firmato l'accordo finanziario per la costruzione della linea, fra Teofilo Lacroze, il presidente del Banco de la Nación Thomas Estrada, Luis J. Rocca amministratore delegato del Ferrocarril Terminal de Buenos Aires e le banche Harris e Forbes.
Originariamente la linea si chiamava Ferrocarril Terminal Central de Buenos Aires. La prima tratta tra Federico Lacroze e Callao fu inaugurata il 17 ottobre 1930 ed era lunga 7,021 km. Al viaggio inaugurale era presente il presidente argentino José Félix Uriburu. Il 22 giugno dell'anno successivo la linea venne estesa fino alla stazione Carlos Pellegrini. Infine, la linea fu completata e inaugurata il 1º dicembre 1931, quando la metropolitana giunse fino alla stazione di Leandro N. Alem.
Il sistema adottato per l'alimentazione è quello a terza rotaia, a 600 V CC.

### Rinnovamento della linea
Il rinnovamento della linea iniziò nel 1995, con la totale sostituzione del materiale rotabile sostituito da 128 treni costruiti dalla Mitsubishi. Successivamente si provvide anche al rinnovamento delle stazioni, della pavimentazione, delle pareti e di tutte le segnaletiche presenti all'interno.

### Il nuovo millennio
Con l'inizio del nuovo millennio, sulla Linea B vennero aperte due nuove stazioni, Tronador - Villa Ortúzar e De los Incas - Parque Chas, aperte il 9 agosto 2003, portando la lunghezza della linea a 10,5 km e un totale di 15 stazioni.
I lavori di prolungamento della linea tra Av. de los Incas e Av. Monroe, per un totale di 2 km, iniziarono il 19 novembre 2004. Durante i lavori vi fu il crollo di una parte della sezione di scavo, dove tre operai rimasero feriti.
La realizzazione di due stazioni, Echeverría e Villa Urquiza, ha provocato polemiche nel caso della seconda in quanto si è deciso di cambiarne il nome in Juan Manuel de Rosas. Entrambe le stazioni avrebbero dovuto essere inaugurate il 30 giugno 2013, ma la data venne posticipata. Questo nuovo prolungamento venne aperto il 26 luglio 2013.

## Caratteristiche tecniche
La linea è elettrificata tramite terzo binario a 600 volt a corrente continua a differenza delle Linee C, D ed E che sono elettificate tramite linea aerea con tensione a 1500 volt a corrente continua, e diversamente dalla Linea A che è elettrificata tramite linea aerea con tensione a 1100 volt a corrente continua.
È composta in totale da 17 stazioni e si estende per 13 km.

## Materiale rotabile
In un primo tempo la linea utilizzava 56 treni Metropolitan Cammell, prodotti in Gran Bretagna. Avevano la struttura in metallo e due carrelli, verniciati di color crema e rosso e una capienza di 47 persone sedute. Ogni vettura aveva 3 porte scorrevoli a due ante per lato, l'apertura e la chiusura era comandata manualmente dal controllore; i due motori avevano la potenza di 105 CV. Successivamente vennero acquistati 20 treni Osgood-Bradley di produzione americana. Tra il 1965 e il 1967 vennero acquistati 14 treni Fabricaciones Militares e tra il 1977 e il 1979 20 treni con motori Siemens da 195 CV.
Dal 1995 il materiale rotabile su questa linea venne totalmente sostituito; il cambio dei treni coincise con il cambio del concessionario delle linee metropolitane dell'intera città. Vennero acquistati 128 treni della Mitsubishi, composti da 6 casse ciascuno, prodotti dal 1959 in Giappone. Questi treni sostituirono i treni presenti all'epoca sulla linea: i Metropolitan Camell acquistati nel 1930, gli Osgood Bradley acquistati nel 1931, e i Siemens-Fabricaciones Militares acquisiti nel tra gli anni '60 e '70. I 128 treni Mitsubishi vennero acquistati di seconda mano, erano infatti operanti nella città di Tokyo, precisamente nella Linea Marunouchi ed erano in ottimo stato di conservazione. Una volta arrivati in Argentina i treni vennero sottoposti ad una serie di modifiche tra cui il colore delle carrozze che passò dal rosso originario al giallo simbolo del subte.
Nel 2013 sono stati acquistati 36 treni CAF 5000, gli stessi usati nella Metropolitana di Madrid, con l'obiettivo di rafforzare la flotta e consentire l'apertura delle stazioni Echeverría e Juan Manuel de Rosas senza allungare le frequenze dei treni.

## Stazioni
Nell'elenco che segue, a fianco ad ogni stazione, sono indicati i servizi presenti e gli eventuali interscambi ferroviari:

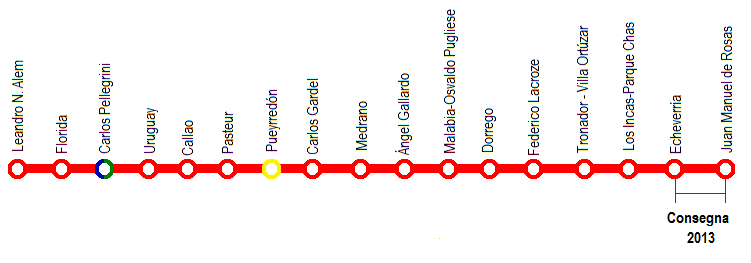
Rappresentazione grafica

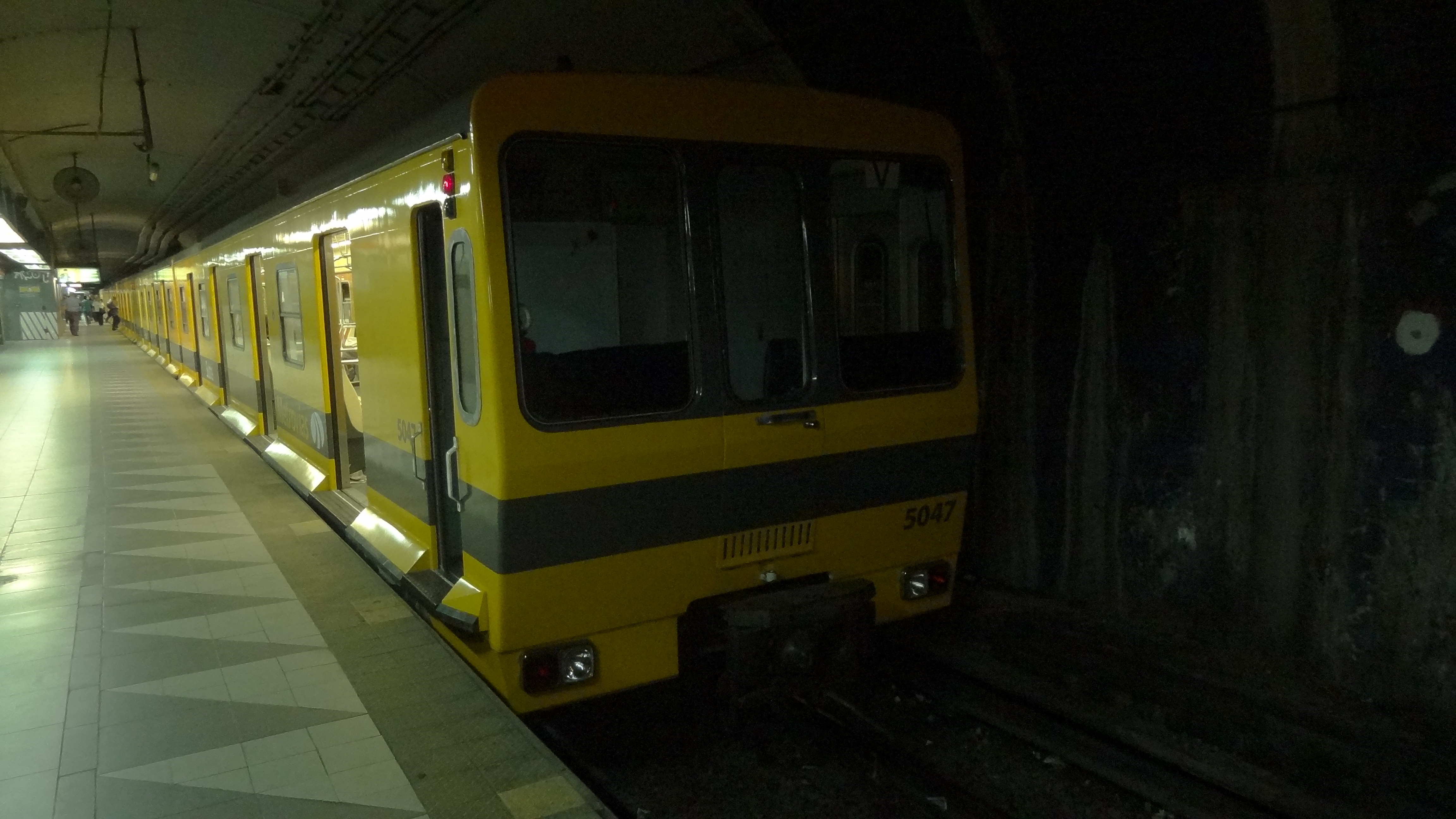
Treno modello CAF 5000

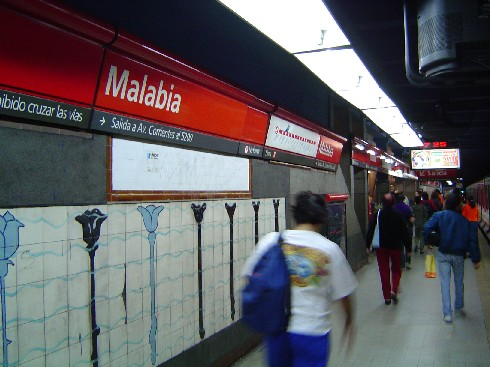
Particolare della fermata Malabia

| Leandro N. Alem            | 1º dicembre 1931 |                             |  |
| Florida                    | 15 dicembre 1931 |                             |  |
| Carlos Pellegrini          | 15 dicembre 1931 |                             |  |
| Uruguay                    | 15 dicembre 1931 |                             |  |
| Callao                     | 17 ottobre 1930  |                             |  |
| Pasteur - AMIA             | 17 ottobre 1930  |                             |  |
| Pueyrredón                 | 22 giugno 1931   |                             |  |
| Carlos Gardel              | 17 ottobre 1930  |                             |  |
| Medrano                    | 17 ottobre 1930  |                             |  |
| Ángel Gallardo             | 17 ottobre 1930  |                             |  |
| Malabia - Osvaldo Pugliese | 17 ottobre 1930  |                             |  |
| Dorrego                    | 17 ottobre 1930  | Stazione ferroviaria        |  |
| Federico Lacroze           | 17 ottobre 1930  |                             |  |
| Tronador - Villa Ortúzar   | 9 agosto 2003    |                             |  |
| De los Incas - Parque Chas | 9 agosto 2003    |                             |  |
| Echeverría                 | 26 luglio 2013   |                             |  |
| Juan Manuel de Rosas       | 26 luglio 2013   | Stazione di General Urquiza |  |
| * Apertura nel 2014        |                  |                             |  |

## Incidenti
Sulla linea B sono avvenuti molti incidenti:
- il 5 febbraio 1991, 15 persone rimasero ferite in seguito a un tamponamento a catena tra treni nella stazione di ,
- nell'agosto del 1993 due treni si scontrarono nella stazione di Ángel Gallardo; 72 persone rimasero ferite,
- nel marzo 1995 un treno perse il controllo continuando la corsa lungo il tunnel fino a schiantarsi contro la coda di un altro treno. L'incidente provocò 70 feriti,
- pochi mesi dopo lo scontro tra i due treni, del marzo 1995, un nuovo scontro provocò 49 feriti.